# Hemerocallis forrestii
Hemerocallis forrestii là một loài thực vật có hoa trong họ Thích diệp thụ. Loài này được Diels miêu tả khoa học đầu tiên năm 1912.